# Send You
Send You es el primer álbum de estudio de Sneaky Feelings. Fue lanzado en 1983 y reversionado en 1992 con cuatro pistas extras.

## Lista de canciones[6]
Lado A
1. Waiting For Touchdown
2. Throwing Stones
3. Strangers Again
4. Someone Else's Eyes

Lado B
1. Not To Take Sides
2. P.I.T. Song
3. Won't Change
4. Everything I Want

Canciones extras reversión
1. Not To Take Sides (Reprise)
2. Ready Or Not
3. Cry You Out Of My Eyes
4. Maybe You Need To Come Back

## Personal
- Kat Tyrie - bajo, órgano
- Martin Durrant - batería, voz, sintetizador
- Matthew Bannister - guitarra, voz, organo
- David Pine - guitarra, voz, vibráfono
- Andrew Hubbard - percusión